# Жіноча збірна Таїланду з хокею із шайбою
Жіноча збірна Таїланду з хокею із шайбою — національна жіноча збірна команда Таїланду, яка представляє країну на міжнародних змаганнях з хокею. Функціонування команди забезпечується Асоціацією хокею Таїланду, яка є членом ІІХФ.

## Історія
Жіноча збірна Таїланду виступала на Кубку виклику Азії у першому Дивізіоні 2014, який проходив Гонконзі посіли друге місце. У першому турі переграли збірну ОАЕ 12:0. 27 грудня поступились господаркам турніру збірній Гонконгу 0:4, це єдина поразка на турнірі. У третьому турі перемогли збірну Сінгапуру 6:1.

## Виступи на чемпіонатах світу
- 2024 – 1 місце Дивізіон IIIB
- 2025 – 2 місце Дивізіон IIIA